# Ларанжа-да-Терра
Ларанжа-да-Терра (порт. Laranja da Terra)  —  муниципалитет в Бразилии, входит в штат Эспириту-Санту. Составная часть мезорегиона Центр штата Эспириту-Санту. Входит в экономико-статистический  микрорегион Афонсу-Клаудиу. Население составляет 11 155 человек на 2006 год. Занимает площадь 456,985 км². Плотность населения — 24,4 чел./км².

## История
Город основан 16 мая 1988 года.

## Статистика
- Валовой внутренний продукт на 2003 составляет 27.367.961,00 реалов (данные: Бразильский институт географии и статистики).
- Валовой внутренний продукт на душу населения на 2003 составляет 2.475,84 реалов (данные: Бразильский институт географии и статистики).
- Индекс развития человеческого потенциала на 2000 составляет 0,719 (данные: Программа развития ООН).

## География
Климат местности: тропический. В соответствии с классификацией Кёппена, климат относится к категории Cfa.